# KV1
KV1 (англ. Kings' Valley No 1) — гробниця розташована в Долині царів в Єгипті, використовувалася для поховання фараона Рамсеса VII Двадцятої династії. Хоча вона була відкрита з давніх-давен, її належним чином дослідив та розчистив лише Едвін Брок у 1984 та 1985 роках. Гробниця з одним коридором розташована на Західному березі річки Луксор і є невеликою порівняно з іншими гробницями Двадцятої династії.

## План гробниці

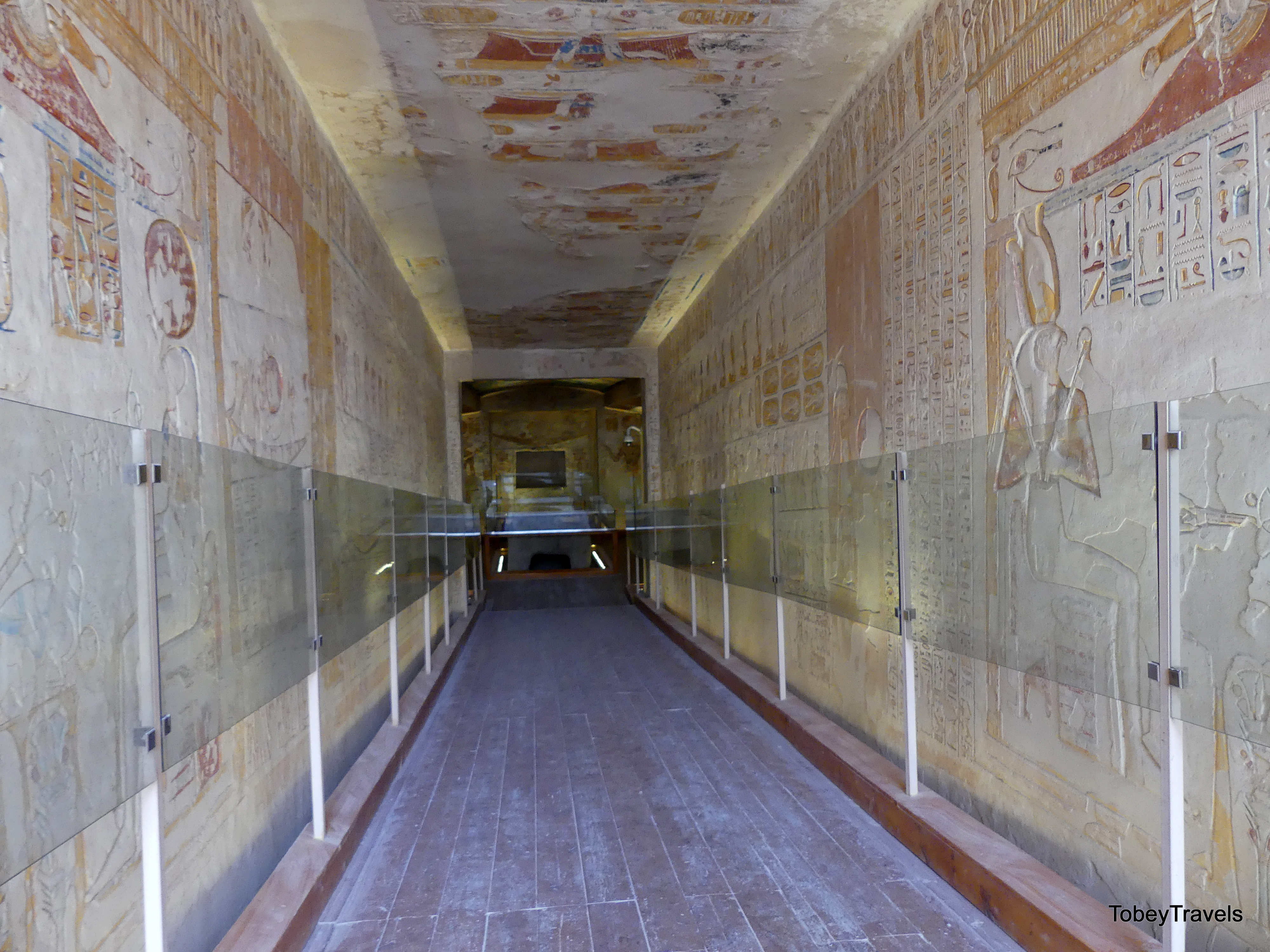
Коридор гробниці Б, KV1

Типова для гробниць цього періоду, KV1 розташована вздовж прямої осі. Наступники Рамсеса III збудували гробниці, які відповідали цьому зразку та були всі оздоблені майже однаково. Вона складається з чотирьох основних частин: входу, проходу, похоронної камери з саркофагом та меншої кімнати в кінці.
Рамсес VII помер на сьомому році свого правління. Є свідчення того, що похоронна камера була розширена порівняно з її початковим дизайном як коридор, а роботи над наступною кімнатою в кінці гробниці були зупинені.

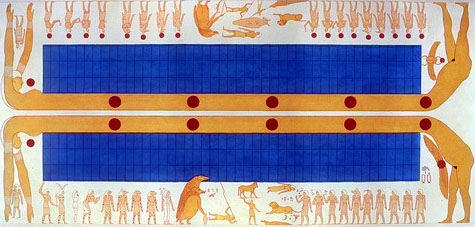
Подвійне зображення богині неба Нут на стелі KV1

Декорації в проході гробниці містять ілюстрації з «Книги Воріт», «Книги Печер», а також «Книги Землі». Стіни похоронної камери прикрашені уривками з «Книги Землі». За стилем та темами вона тісно пов'язана зі своїм безпосереднім попередником, KV9 Рамсеса VI, хоча стеля всередині похоронної камери містить подвійне зображення богині неба Нут, що відображає стиль, що використовувався в розписах гробниць фараонів попередньої династії.
Усередині похоронної камери в скелі вирубано заглиблення, над яким розміщено перевернуту кам'яну скриньку, приблизно схожу на картуш. Це останній відомий приклад саркофага, розміщеного в царській гробниці в Долині Царів, всі наступні поховання складалися з глибших ям, накритих кришкою. Гробницю пограбували в давнину, а мумія, ймовірно, втрачена, хоча чотири чаші з вигравіруваним іменем фараона були знайдені в «царській схованці» в DB320 разом з останками інших фараонів.

## Візити в античність

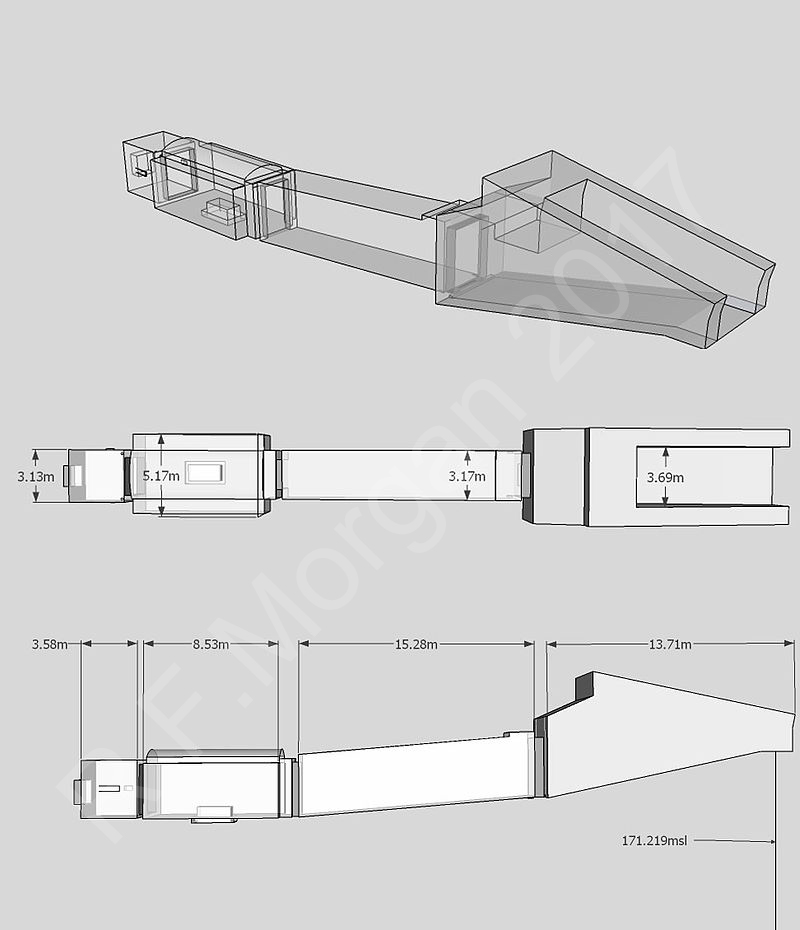
Ізометричні, планові та фасадні зображення KV1

Гробниця була однією з щонайменше одинадцяти гробниць, відкритих для ранніх мандрівників. Як доказ цього, по всій KV1 було нараховано 132 окремі графіті, залишені давньогрецькими та римськими відвідувачами. Пізніше гробниця використовувалася як житло коптськими ченцями.
Серед ранніх європейських відвідувачів цього району був Річард Покок, який відвідав KV1 і назвав її «Гробницею А» у своїх «Спостереженнях за Єгиптом», опублікованих у 1743 році.
Вчені, які супроводжували кампанію Наполеона в Єгипті, обстежили Долину царів і позначили KV1 як «1er Tombeau» («1-ша гробниця») у своєму списку.

## Нещодавні археологічні роботи

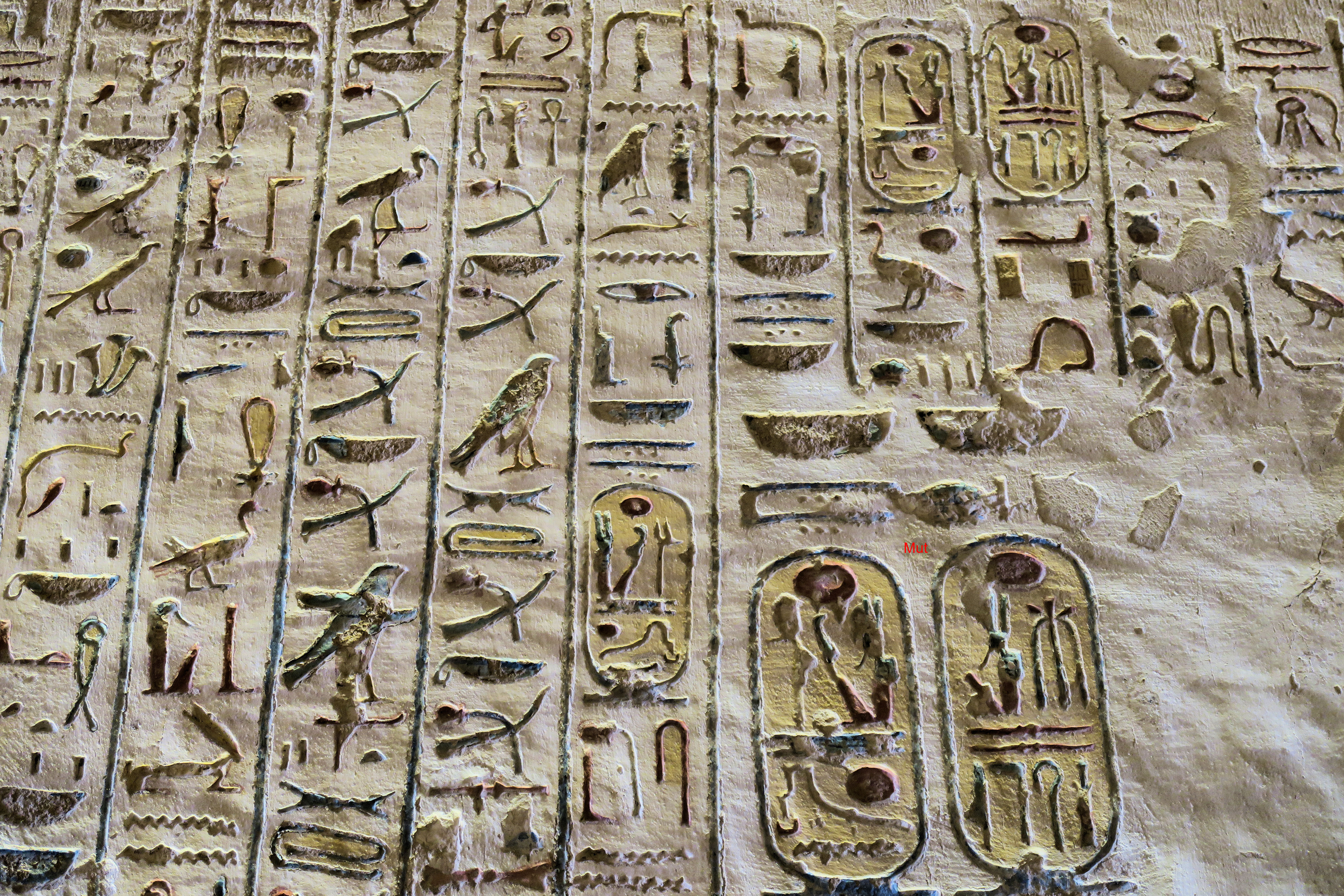
Різьблені настінні рельєфи гробниці Рамсеса VII KV1

Хоча це не задокументовано, гробницю було розчищено у 1950-х роках. Починаючи з 1983 року, за фінансування Королівського музею Онтаріо, Едвін Брок ретельно розкопав підлогу похоронної камери, а через десять років розкопав вхід до гробниці. У 1994 році Верховна рада старожитностей очистила стіни та залатала тріщини штукатуркою. При цьому вони закрили графіті, залишені там у давнину
Серед знахідок Брока були фрагменти дерева, кальциту та фаянсу шабті, остракони, прикрашені ескізами, ймовірно, художниками гробниці, квіткова гірлянда та численні черепки сучасної кераміки.

## Зовнішні посилання
- Theban Mapping Project: KV1 Включає опис, зображення та плани гробниці.

- KV1 (Гробниця Рамсеса VII) Включає детальний опис разом із відповідними фотографіями, зображеннями та планом гробниці KV1.